# Omocrates elongatus
Omocrates elongatus är en skalbaggsart som beskrevs av Blanchard 1850. Omocrates elongatus ingår i släktet Omocrates och familjen Melolonthidae. Inga underarter finns listade i Catalogue of Life.